# Vigsnæs Kirke
Vigsnæs Kirke er bygget i 1868-69 i nygotisk stil i mursten efter tegninger af arkitekt Ove Petersen. Samtidig blev middelalderkirken revet ned. Kirken består af skib og kor med kantet afslutning mod øst samt mod vest et tårn med spir.
Over indgangen findes et relief af billedhuggeren Evens med indskriften Domino et Redemptori (For Herren og Frelseren).

## Altertavle
Den barokke altertavle fra ca. 1700 er overflyttet fra den gamle kirke og har i denne forbindelse været udsat for en stærk restaurering. Den består af et bredt storstykke, som flankeres af to runde søjler. I storstykket ses et samtidigt maleri, som forestiller nadverens indstiftelse.

## Orgel
Kirkens Frobenius-orgel er fra 1949. Det tidligere orgel fra 1895 havde sin plads på en forhøjning forrest til venstre i kirkeskibet, hvor nu centralvarmeanlægget og døbefonten står. Pulpituret er fremstillet af træ, som er fældet i Vigsnæs Præsteskov.

## Døbefont
Døbefonten af sandsten har samme alder som kirken, mens det meget enkle dåbsfad, som er helt uden ornamentik, er af ældre dato. Kirkens oprindelige døbefont er overflyttet til Majbølle Kirke.

## Eksterne kilder og henvisninger
- Wikimedia Commons har flere filer relateret til Vigsnæs Kirke
- Vigsnæs Kirke hos KortTilKirken.dk
- Vigsnæs Kirke hos danmarkskirker.natmus.dk (Danmarks Kirker, Nationalmuseet)